# IGS Emden
Die IGS Emden ist eine Integrierte Gesamtschule in der ostfriesischen Hafenstadt Emden. An der allgemeinbildenden Schule lernen etwa 750 Schüler.

## Beschreibung
Die IGS Emden ist eine staatliche Integrierte Gesamtschule in der ostfriesischen Stadt Emden. An der weiterführenden Schule lernen Kinder und Jugendliche der Schuljahrgänge 5 bis 13. Die IGS wurde zum Schuljahr 2010/2011 gegründet. Die ersten Abiturienten konnten im Sommer 2019 verabschiedet werden.
Seit dem Schuljahr 2015/2016 hat die IGS Emden ihren Sitz am jetzigen Standort in den Räumen des ehemaligen Gymnasiums am Treckfahrtstief. Zum Schuljahr 2019/2020 konnte ein neuer Anbau für die Jahrgänge 5, 6 und 7 bezogen werden.

### Fremdsprachenangebot
In der IGS Emden wird Englisch ab der 5. Klasse weitergeführt. Ab der 6. Klasse können Französisch oder Niederländisch und ab der Oberstufe Spanisch gewählt werden.

## Organisation
Die IGS Emden arbeitet nach dem Jahrgangsprinzip. Jeder Jahrgang hat innerhalb des Schulgebäudes einen eigenen Bereich. Die Klassen werden nach Möglichkeit von einem Lehrerteam geleitet, welches die Kinder und Jugendlichen der Jahrgangsstufen 5 bis 10 begleitet. Die gymnasiale Oberstufe (zum Teil ausgenommen von Jahrgang 11) ist nach dem Kurssystem mit Schwerpunkt organisiert. Gewählt werden kann ein mathematisch-naturwissenschaftlicher, sprachlicher, gesellschaftswissenschaftlicher oder sportlicher Schwerpunkt.

## Abschlüsse
An der IGS Emden können alle in Niedersachsen möglichen Abschlüsse erworben werden. Dies sind der Förderschulabschluss, der Hauptschulabschluss, der Sekundarabschluss I (Hauptschule), der Sekundarabschluss I (Realschule), der Erweiterte Sekundarabschluss I, der schulische Teil der Fachhochschulreife und das Abitur.

## Auszeichnungen
Seit dem Schuljahr 2022/2023 führt die IGS Emden den Titel „Umweltschule in Europa“.